# 2027年FIBAバスケットボール・ワールドカップ
2027年FIBAバスケットボール・ワールドカップ（FIBA Basketball World Cup 2027）は2027年8月から9月12日にカタールで開催される予定の第20回FIBAバスケットボール・ワールドカップである。
今大会は2028年ロサンゼルスオリンピックのバスケットボール競技の予選を兼ねている。

## 開催国決定
カタールの開催は2023年4月28日フィリピンで行われた中央評議会で開催が決定。2022 FIFAワールドカップや世界陸上2019などの開催実績などが評価されたという。2022 FIFAワールドカップや世界陸上2019などの開催実績などが評価されたという。